# Iocheirata
Sous-ordre
Les Iocheirata sont un sous-ordre de pseudoscorpions.

## Liste des familles
Selon Pseudoscorpions of the World (version 3.0) :
- super-famille Cheiridioidea Hansen, 1893
  - Cheiridiidae Hansen, 1894
  - Pseudochiridiidae Chamberlin, 1923
- super-famille Cheliferoidea Risso, 1826
  - Atemnidae Kishida, 1929
  - Cheliferidae Risso, 1826
  - Chernetidae Menge, 1855
  - Withiidae Chamberlin, 1931
- super-famille Garypoidea Simon, 1879
  - Garypidae Simon, 1879
  - Garypinidae Daday, 1888
  - Geogarypidae Chamberlin, 1930
  - Larcidae Harvey, 1992
  - Menthidae Chamberlin, 1930
  - Olpiidae Banks, 1895
- super-famille Neobisioidea Chamberlin, 1930
  - Bochicidae Chamberlin, 1930
  -  Gymnobisiidae Beier, 1947
  - Hyidae Chamberlin, 1930
  - Ideoroncidae Chamberlin, 1930
  - Neobisiidae Chamberlin, 1930
  - Parahyidae Harvey, 1992
  - Syarinidae Chamberlin, 1930
- super-famille Sternophoroidea Chamberlin, 1923
  - Sternophoridae Chamberlin, 1923

## Taxonomie
Le nom valide complet (avec auteur) de ce taxon est Iocheirata Harvey, 1992.

## Publication originale
- Harvey, 1992 : The phylogeny and systematics of the Pseudoscorpionida (Chelicerata: Arachnida). Invertebrate Taxonomy, vol. 6, p. 1373–1435.